# سینما هلال (زاهدان)
سینما هلال یک سینما در شهر زاهدان، ایران است.
این سینما که متعلق به سازمان هلال احمر سیستان و بلوچستان می‌باشد با یک سالن با ظرفیت ۵۶۰ نفر، زیربنای ۳۲۰۰ مترمربع در سه طبقه با هزینه ۵۷ میلیارد و ۴۳۲ میلیون ریال در ۵ شهریور ۱۳۹۶ افتتاح شده‌است.